# Artomyias fuliginosa
Artomyias fuliginosa é uma espécie de ave da família Muscicapidae.
Pode ser encontrada nos seguintes países: Angola, Camarões, República Centro-Africana, República do Congo, República Democrática do Congo, Guiné Equatorial, Gabão, Nigéria, Sudão, Tanzânia, Uganda e Zâmbia.
Seus habitats naturais são: florestas subtropicais ou tropicais húmidas de baixa altitude.